# Cratere Herennia
Herennia è un cratere sulla superficie di 4 Vesta.